# Sankt Goar
Sankt Goar é uma cidade da Alemanha localizado no distrito de Rhein-Hunsrück, estado da Renânia-Palatinado. Pertence ao Verbandsgemeinde de Sankt Goar-Oberwesel.